# الاتحاد الاجتماعي الألماني (ألمانيا الشرقية)
الاتحاد الاجتماعي الألماني ( (بالألمانية: Deutsche Soziale Union)‏ ،DSU) هو حزب سياسي محافظ صغير نشط بشكل رئيسي في الولايات الألمانية الجديدة. تأسست في عام 1990م كمجموعة معارضة يمينية خلال التحول في نظام الحكم بألمانيا الهادف للانتقال إلى الديمقراطية في ألمانيا الشرقية، عندما كانت جزءًا من التحالف الانتخابي للتحالف من أجل ألمانيا. بعد عام 1990م، أنحدرت أهميتها، واحتفظت فقط بعدد قليل من المقاعد على المستوى المحلي.

## أيديولوجية
وفقًا لبرنامجها الأساسي لعام 2006، أشار الحزب إلى نفسه كحزب محافظ وديمقراطي واجتماعي. من الناحية الإيديولوجية، تتمثل أهداف الحزب في الحفاظ على الحضارة المسيحية الغربية ودعمها وتفكيك دولة الرفاهية.  
وهكذا يمكن اعتبار الحزب يمينيًا (مناهضًا للاشتراكية) محافظًا على القومية. إنه يميز نفسه بقوة عن الحزب الوطني الديمقراطي (NPD) واتحاد الشعب الألماني (DVU)، الذين يميلون أكثر نحو الاشتراكية القومية. يعتبر الجمهوريون أقرب حلفاء أيديولوجيين بين الأحزاب اليمينية. [بحاجة لمصدر] الناحية التاريخية، وكما يوحي اسمها، تم بنائه على غرار الاتحاد الاجتماعي المسيحي، والأكثر يمينية في "الحزبين الشقيقين" في الاتحاد.

## التاريخ

### التأسيس

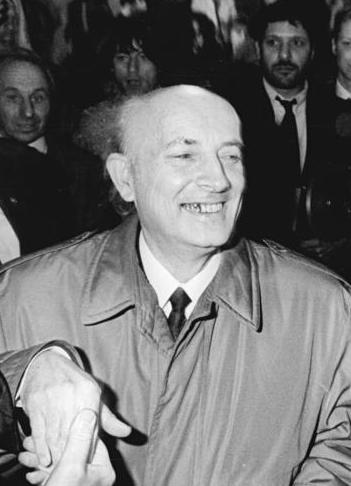
هانز فيلهلم إبلينج، أول رئيس (أوائل 1990)

في فترة الفوضى - أعوام 1989-1990 م- في السياسة الألمانية الشرقية، ظهرت العديد من الحركات الثقافية والسياسية من جراء عمليات إنشاء جديدة أو دمج وغيرها، وأنشات العديد من الأحزاب الصغيرة. كان الاتحاد الاجتماعي الألماني واحدًا من هذه المجموعات، ثم ضم العديد من جماعات المعارضة المحافظة والديمقراطية المسيحية والليبرالية.